# Trinitat Alted i Fornet
Trinidad Alted Fornet (Alacant, 18 de novembre de 1858 - ?) fou un periodista alacantí establert a Catalunya. Establit a Barcelona a primers del segle xx, era el director de palla d'El Progreso, òrgan del Partit Republicà Radical d'Alejandro Lerroux. Arran dels fets de la Setmana Tràgica de Barcelona de finals de juliol de 1909 fou detingut i processat per haver publicat articles induint a la sedició juntament amb l'ex regidor i sindicalista Luis Zurdo de Olivares i la dirigent de les "dames roges" (secció femenina del Partit), Joana Ardiaca i Mas. Defensat per Emiliano Iglesias Ambrosio, fou posat en llibertat el novembre de 1909 i absolt per sentència del 4 de març de 1910.